# Middle East Forum
Das Middle East Forum (MEF) ist ein von dem Historiker Daniel Pipes 1990 gegründeter islamfeindlicher Think Tank in Philadelphia, USA.

## Ziele
Die Ziele des MEF sind „die Definition und Beförderung US-amerikanischer Interessen im Nahen Osten, die Bekämpfung des Radikalislamismus und der iranischen Bedrohung, die Förderung der Akzeptanz Israels unter Palästinensern, eine robustere Vertretung der US-Interessen gegenüber Saudi-Arabien und die Energieunabhängigkeit Israels.“
Das Forum verweist auf vitale Interessen der Vereinigten Staaten im Nahen Osten. Es unterstützte 2003 die US-Invasion im Irak. Das MEF hält enge Verbindungen mit Israel, der Türkei und anderen Länder in diesem Raum für nötig, die sich durch kontinuierliche Unterstützung und einen niedrigen Ölpreis realisieren ließen. MEF befördert regionalen und internationalen Dialog zu diesen Fragen.

## Aktivitäten
Das MEF wurde kurz nach Beginn des Osloer Friedensprozesses im Januar 1994 als steuerbefreite und eigenständige Nonprofit-Organisation in den USA registriert. 
MEF publiziert das Journal Middle East Quarterly und etablierte neben „Islam Watch“ das Programm „Campus Watch“. Es fördert Studienreisen für Hochschüler nach Kuwait, der Türkei, Jordanien und Israel – letztere Ziele mit dem konkreten Fokus auf Terrorismusbekämpfung.
2011 hat Daniel Pipes in einem Gastbeitrag für die Die Welt Geert Wilders verteidigt und ihm eine hohe Geldsumme überwiesen.
2017 hat das MEF den britischen Rechtsextremisten Tommy Robinson mit 60 000 Dollar unterstützt.

### MEF in Deutschland
In Europa finanziert das MEF etwa die Webseite Journalistenwatch und arbeitet mit dem Gatestone Institute zusammen.
Laut Angaben der ZEIT fördert das Forum europaweit die Vernetzung der Neuen Rechten und unterstützt in Deutschland unter anderem das rechte Blog Journalistenwatch, das „geschichtsrevisionistische und antisemitische Inhalte“ veröffentlichte, mit finanziellen Mitteln.
Daniel Pipes traf sich im März 2019 mit Politikern der AfD und rechten alternativen Medien (etwa Journalistenwatch), um vor der angeblichen Islamisierung Europas zu warnen.

## Campus Watch
2002 initiierte das Forum das „Campus Watch Program“ und begründete es mit fünf Problemen, die es in der wissenschaftlichen Lehre bezüglich des Nahen Ostens an US-amerikanischen Universitäten sieht: „analytische Fehler, Mischung von Politik und Lehre, Intoleranz gegenüber alternativen Sichtweisen, Apologetik, Machtmissbrauch gegenüber Studenten“.
Campus Watch etablierte deshalb eine Datenbank zu entsprechenden wissenschaftlichen Publikationen um diese bekannter zu machen. Studenten wurden aufgefordert Hochschullehrer, Bücher und Lehrpläne zu melden, was von einigen Dozenten als Einschüchterung ähnlich jener in der McCarthy-Ära bezeichnet wurde. Aus Protest forderten etwa 100 Akademiker ebenfalls in die Liste aufgenommen zu werden. Campus Watch entfernte daraufhin die Liste von seiner Website und publizierte sie 2006 in Buchform.

## Focus on Western Islamism
Focus on Western Islamism (FWI) wurde 2022 gegründet und wird von Daniel Pipes herausgegeben und wird vom MEF finanziert. Ein Autor von FWI ist Soeren Kern, der Senior Fellow am Gatestone Institute und Writing Fellow am MEF ist.